# Хуэй-цзун
Хуэй-цзун (кит. 宋徽宗, 7 июня 1082 — 4 июня 1135) — восьмой император династии Сун, художник, каллиграф, музыкант, мастер чайной церемонии. Увлечение искусствами привело его к небрежению государственными делами и катастрофе: империя потеряла свои северные владения, Кайфэн, одна из величайших столиц мира, был разграблен. Пленение императорского дома положило конец истории Северной Сун.

## Биография
Правил в 1100—1126 годах. Запретил буддизм и покровительствовал развитию даосизма. Писал труды по медицине и философии. 
В начале 1126 года войска чжурчжэньской династии Цзинь переправились через Хуанхэ и осадили Кайфын. Охваченный ужасом, 18 января 1126 император отрекся от трона в пользу своего сына. Осажденные отчаянно сопротивлялись, и город удалось удержать, поскольку конное войско Цзинь было не приспособлено к осаде. Однако это не спасло положение: 9 января 1127 чжурчжэни вернулись, Кайфэн был захвачен и разграблен. Хуэй-цзун вместе с молодым императором, получившим имя Цинь-цзун (欽宗), всем двором и гаремом попали в руки захватчиков. 10 мая Хуэй-цзун, вместе с 14 000 бывших подданных, был отправлен в северную Маньчжурию, где провел пленником последние 8 лет жизни. 
Одному из его сыновей удалось бежать на юг Китая. Там он стал основателем династии Южная Сун, со столицей в Линъяне (ныне Ханчжоу). Новый император принял имя Гао-цзун (годы правления 1127-1162). 

## Внешние контакты
Поддерживал контакты с императорским двором Корё. В 1114 и 1116 послал корейскому императору партии китайских музыкальных инструментов, дав толчок развитию корейской музыки.

## Занятия искусством
Император играл на цисяньцине, писал цветы и птиц. Был мастером каллиграфии и создал особый стиль китайского письма «шоуцзинь», а также сочинял стихи. Он — автор знаменитого «Трактата о чае» (кит. 大观茶论, 1107 год). Ему также приписывают две знаменитые копии работ Чжан Сюаня: «Приготовление шёлка» (Бостон, Музей изящных искусств) и «Весеннюю прогулку госпожи Хуго» (Музей провинции Ляонин, Шэньян).
Нарисовал картину «Фазан с гибискусом» (музей «Гугун», Пекин), получившую известность благодаря специфическому стилю, хорошо обдуманной композиции и реализму. На ней олицетворены пять моральных качеств человека: литературный талант, воинственность, смелость, милосердие и надёжность.